# Bmp greengas
Die bmp greengas GmbH mit Sitz in München ist ein  Vermarkter für Biomethan in Europa. Als 100-prozentige Tochtergesellschaft der  VNG Handel & Vertrieb GmbH  ist bmp greengas GmbH Teil des EnBW-Konzerns. bmp greengas GmbH beschäftigt sich mit der Umstellung auf eine nachhaltige Energieversorgung durch Biomethan, grünen Wasserstoff, Bio-SNG, Bio-CNG und Bio-LNG.

## Geschichte

### Gründung und erste Jahre
Die bmp greengas GmbH wurde 2003 von   Andreas Seebach gegründet und firmierte bis 2007 unter dem Namen RES Renewable Energy Systems GmbH mit dem Ziel, durch Partnerschaften mit Anlagenbetreibern Biogas aufzubereiten und in das Erdgasnetz einzuspeisen. Nach verschiedenen Machbarkeitsstudien erfolgte 2005 die Umsetzung der bundesweit ersten Biomethaneinspeiseanlage am Standort Pliening. Sie speiste im Dezember 2006 erstmals Biomethan ins deutsche Gasnetz ein. Im Jahr 2007 wurde das Geschäftsmodell neu ausgerichtet und auf reinen Gashandel konzentriert. Die bisherigen Projektentwicklungsaktivitäten wurden in eine neue Gesellschaft mit dem Namen RES Projects ausgegründet.
Bis 2012 hat Firmengründer Seebach die Schwestergesellschaften in Unternehmensgruppen mit über 20 Gesellschaften und Beteiligungen vergrößert. Das Herkunftsnachweissystem der Firma (Greenbook) lieferte die Grundlage für das Biogasregister der Deutschen Energie-Agentur (dena). Das 2009 entwickelte Register dient zur Dokumentation sämtlicher Biomethanmengen in den einzelnen Wertschöpfungsstufen. Grund für die Einführung des Systems war die Novellierung des Erneuerbare-Energien-Gesetzes (EEG) 2009. Die politischen Veränderungen im Jahr 2013 im Zusammenhang mit dem EEG sowie die Diskussion um die Begrenzung der Strompreise erforderten eine Neuausrichtung der Unternehmensstruktur.
Im Jahr 2013 trat Volker Seebach, Bruder des Firmengründers  Andreas Seebach, als Geschäftsführer und Gesellschafter in die bmp greengas GmbH ein. Sie leiteten das Unternehmen bis Anfang 2014 gemeinsam.

Die bmp greengas GmbH war 2015 mit einem geschätzten Handelsumsatz von über 1,4 TWh/a führend im deutschen Biomethanmarkt. 2016 wurde der Biomethanvertrieb der VNG AG übernommen. Zum 30. September 2016 wurden mit den Biomethananlagen Klein Wanzleben GmbH und der Kroppenstedt GmbH die letzten Produktionsbeteiligungen der inzwischen umfirmierten bmp greengas GmbH an die MVV Energie AG verkauft. Laut dem damaligen Geschäftsführer Volker Seebach erfolgte dies im Rahmen der Strukturierung innerhalb der bmp greengas GmbH, um sich fortan ausschließlich auf das Kerngeschäft Biomethanhandel und Systemdienstleistungen zu konzentrieren.

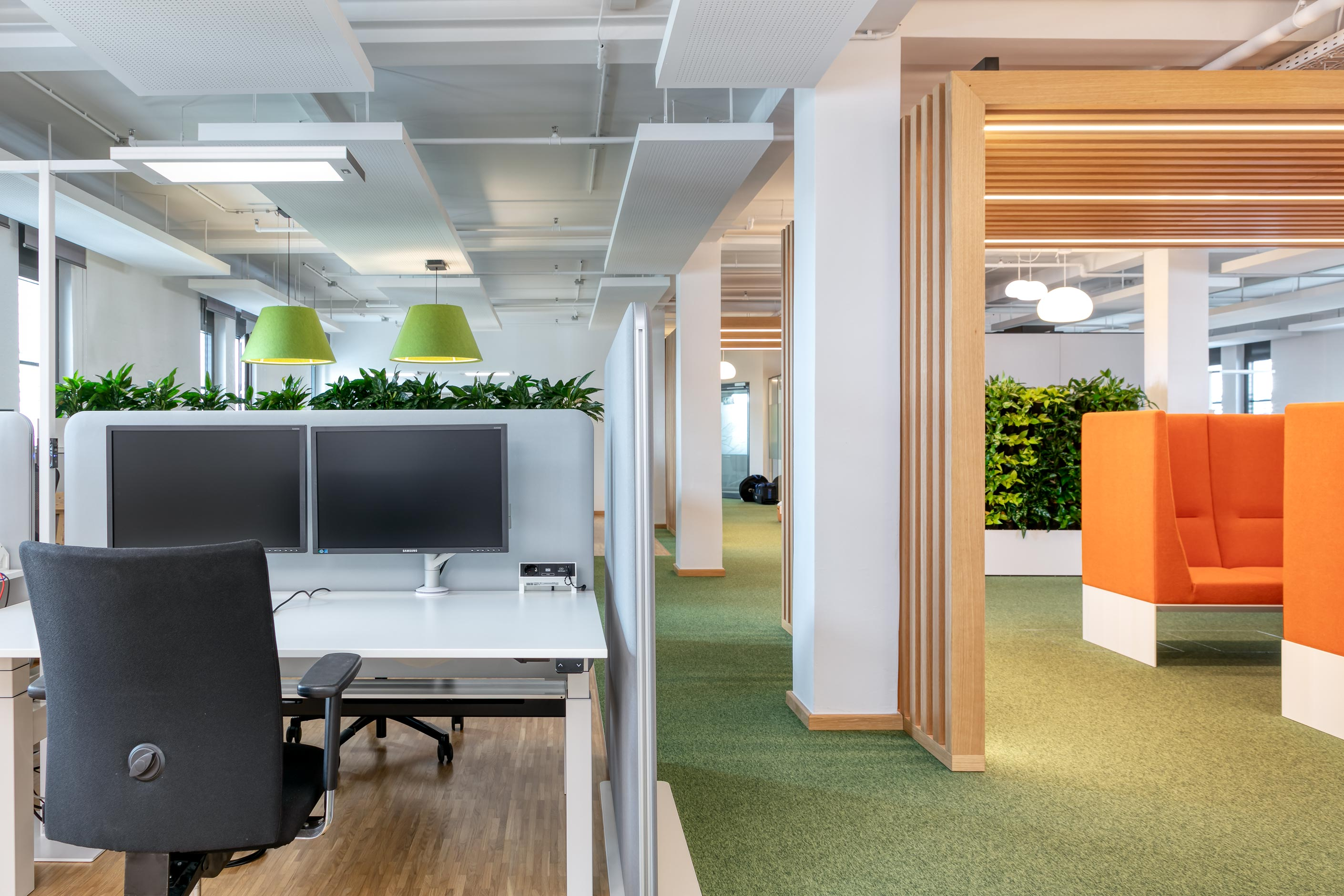
Sitz in München

### Übernahme
Im März 2017 erwarb die Erdgas Südwest GmbH mit Sitz in Ettlingen die bmp greengas GmbH als Tochterunternehmen. Damit wurde bmp greengas GmbH Teil der EnBW Energie Baden-Württemberg AG. Erwin Holl und Matthias Kerner übernahmen gemeinsam die Geschäftsführung der bmp greengas GmbH. Die bisherigen Gesellschafter,  Andreas Seebach und Volker Seebach, standen dem Unternehmen weiterhin als Berater zur Seite. 2019 wurde der Biomethanvertrieb der BayWa r.e. renewable energy GmbH durch die bmp greengas GmbH übernommen. Dadurch vergrößerte sich das Portfoliovolumen auf über 3 TWh/a.
Im Juli 2019 trat Erwin Holl in den Ruhestand ein, die alleinige Geschäftsführung ging auf Matthias Kerner über. 2021 verzeichnete die bmp greengas GmbH ein Portfoliovolumen von über 4 TWh/a. Im Januar 2022 wurde Matthias Kerner durch Frank Erben als alleiniger Interims-Geschäftsführer abgelöst.
Am 1. Februar 2022 trat Stefan Schneider in die Geschäftsführung ein. Ab dem 1. Mai 2022 bildeten Sven Kraus und Stefan Schneider die Geschäftsführung als Doppelspitze. Zum 31. Dezember 2022 verließ Interims-Geschäftsführer Frank Erben planmäßig die bmp greengas GmbH. Im Mai 2023 wurde ein Insolvenzverfahren in Eigenverwaltung eröffnet. Nach Abschluss des Insolvenzverfahrens am 14. März 2024 wurde die bmp greengas GmbH im selben Jahr 100-prozentige Tochtergesellschaft der VNG Handel & Vertrieb GmbH und ist damit weiterhin Teil des EnBW-Konzerns.
Ab 1. Januar 2023 leiteten Stefan Schneider und Sven Kraus das Unternehmen. Im Juli 2025 verließ Kraus das Unternehmen auf eigenen Wunsch. Seitdem bildet Sebastian Gröblinghoff gemeinsam mit Stefan Schneider die Geschäftsführung.

### Insolvenzverfahren
Das Amtsgericht Karlsruhe eröffnete am 1. August 2023 das Insolvenzverfahren in Eigenverwaltung. Am 12. Dezember 2023 wurde auf Basis eines Übernahmeangebotes der EnBW AG der Insolvenzplan von der Gläubigerversammlung bestätigt. Am 14. März 2024 wurde das Insolvenzverfahren durch das Amtsgericht Karlsruhe aufgehoben. Nach Abschluss des Insolvenzverfahrens wurde bmp greengas GmbH im November 2024 eine 100-prozentige Tochtergesellschaft der VNG Handel & Vertrieb GmbH.

## Preise und Auszeichnungen
Im Jahr 2009 erhielt die bmp greengas GmbH den damals zum ersten Mal verliehenen Innovationspreis der dena Biogaspartner. Ausgezeichnet wurde das Prinzip der direkten Mengenabnahme von Biomethaneinspeiseanlagen und die bedarfsgerechte Weiterverteilung an Kunden deutschlandweit. Auf diese Weise wurde die Handelsbasis für das Produkt Biomethan geschaffen.
2017 wurde bmp greengas GmbH von FOCUS und Statista unter die Top 14-Unternehmen der Energie- und Versorgerbranche gewählt und zählte zu den „Wachstumschampions“ 2017. Mit durchschnittlich 44 % Wachstum pro Jahr steht das Unternehmen im Ranking mit anderen Unternehmen über 100 Millionen Jahresumsatz auf Platz 5.
In den Jahren 2022 bis 2025 erhielt bmp greengas GmbH die Auszeichnung "Top Company" von kununu. Das Unternehmen wurde durch die bewertenden Mitarbeiterinnen und Mitarbeiter für seine Kommunikation auf Augenhöhe, die Work-Life-Balance und aufgrund des Aufgabengebiets besonders geschätzt.
Im Jahr 2024 wurde die bmp greengas GmbH für den "HR Excellence Award" in der Kategorie "Performance Management" nominiert. Die Anerkennung bestätigt die positive strategische Personalentwicklung bei bmp greengas GmbH und den Erfolg des engagierten Teams. Aus mehr als 400 Einreichungen hat es bmp greengas GmbH in der genannten Kategorie unter die besten Bewerber geschafft.